# Vymítač ďábla: Znamení víry
Vymítač ďábla: Znamení víry (v anglickém originále The Exorcist: Beliver) je přímé pokračování ikonického hororového snímku Vymítač ďábla z roku 1973. Režie se chopil David Gordon Green, který stojí za úspěšným znovunastartováním hororové série Halloween. Snímek pojednává o osudech dvou malých holčiček, Angely a Katherine, které se po odchodu ze školy záhadně ztratily. Po třech dnech jsou díkybohu nalezeny policií. Dívky však vykazují podivné příznaky dezorientace. K té se brzy přidává nepředvídatelné chování a stupňující se agrese. Zoufalí rodiče tak vyhledávají pomoc bývalé herečky Chris MacNeil, která se již s podobným jevem setkala. Hlavní role ve filmu ztvárnili Leslie Odom Jr., Lidya Jewett, Olivia O'Neill, Jennifer Nattles a Ellen Burstyn jako Chris MacNeil.